# Перлов, Семён Васильевич
Семён Васильевич Перлов (1821—1879) — русский купец-чаеторговец первой гильдии из рода Перловых. Потомственный почётный гражданин. Член ряда московских учреждений, в том числе Коммерческого суда, Учётного Ссудного Комитета Московской конторы Государственного Банка (1870—1875). На протяжении ряда лет был гласным Городской Думы.

## Биография

### Происхождение и семья
Приходился сыном Василию Перлову от его второй (из трёх) жены и старшим братом Сергею Васильевичу Перлову, в будущем своему конкуренту и крупному благотворителю. Рано потерял мать.
От Семёна Перлова пошла ветвь рода Перловых — Семёнычи. С 1840 в браке с Елизаветой Ивановной Карзинкиной. У них родились дети Василий (1841—1892; всю жизнь прожил холостяком), Иван (1843—1900), Николай (1849—1911) и Лидия (1855—1943). Последняя затем стала женой Павла Гучкова, которому родила троих детей. Сыновья Семёна Перлова помогали ему в торговле и затем унаследовали дело.

### Чайная торговля
После смерти отца в 1869 году и раздела семейного бизнеса между братьями, Семён, которому достались фирма «Василий Перлов с сыновьями» и дом на 1-й Мещанской улице в Москве, ориентировался на менее обеспеченного и более массового потребителя. Некоторое время дела его шли хуже, чем у делавшего ставку на аристократию и относительно более богатых любителей чая брата-конкурента Сергея.
После смерти С. Перлова в 1879 его дело унаследовали трое сыновей.
В 1896 году уже наследники не дожившего до присвоения Перловым в 1887 дворянства Семёна Васильевича выиграют своеобразное соревнование с Сергеем Перловым и смогут принять именно у себя приехавшего на коронацию Николая II канцлера Китайской империи Ли Хунь Чжана.

### Благотворительность

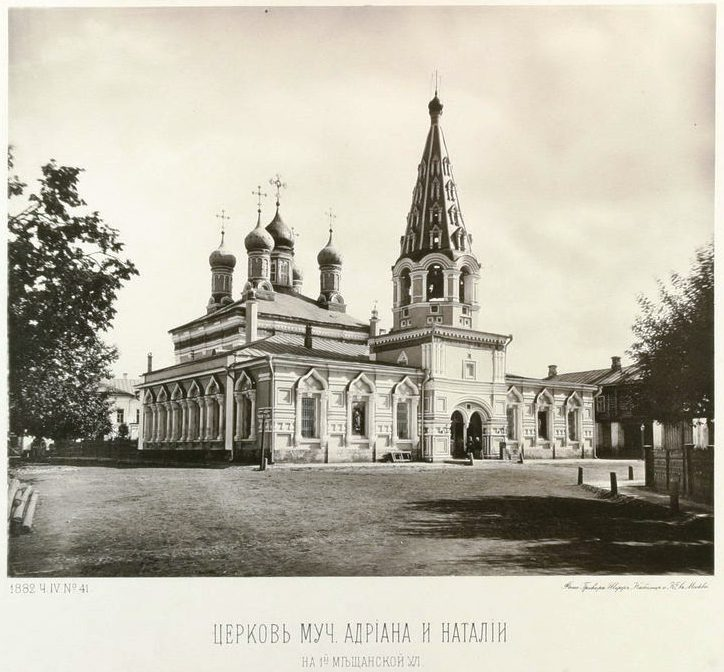
Церковь Адриана и Наталии, что в Мещанской слободе, 1880 г.

Стал одним из организаторов Болшевского приюта для нищих девочек. В приюте была учреждена стипендия его имени. Также Семён Перлов основал оркестр из мальчиков и приказчиков, имел собственный домашний театр.
Исповедовал православие. Около тридцати лет Семён Васильевич был церковным старостой (ктитором) церкви Адриана и Натальи на 1-й Мещанской улице. Похоронен в знак признания заслуг перед церковью он был в Алексеевском монастыре.